# Chapaize
Chapaize est une commune française située dans le département de Saône-et-Loire, en région Bourgogne-Franche-Comté.

## Géographie
La commune de Chapaize est située dans une cuvette entre Chalon-sur-Saône et Mâcon.
Sur le territoire de la commune est implantée une forêt domaniale : la forêt de Chapaize (contenance : 461,50 ha), peuplée de feuillus.

### Climat
Pour des articles plus généraux, voir Climat de la Bourgogne-Franche-Comté et Climat de Saône-et-Loire.
En 2010, le climat de la commune est de type climat océanique dégradé des plaines du Centre et du Nord, selon une étude du Centre national de la recherche scientifique s'appuyant sur une série de données couvrant la période 1971-2000. En 2020, Météo-France publie une typologie des climats de la France métropolitaine dans laquelle la commune est dans une zone de transition entre le climat océanique altéré et le climat océanique altéré et est dans la région climatique Bourgogne, vallée de la Saône, caractérisée par un bon ensoleillement (1 900 h/an), un été chaud (18,5 °C), un air sec au printemps et en été et des vents faibles.
Pour la période 1971-2000, la température annuelle moyenne est de 11,2 °C, avec une amplitude thermique annuelle de 17,7 °C. Le cumul annuel moyen de précipitations est de 866 mm, avec 11 jours de précipitations en janvier et 7,3 jours en juillet. Pour la période 1991-2020, la température moyenne annuelle observée sur la station météorologique de Météo-France la plus proche, « Jalogny_sapc », sur la commune de Jalogny à 17 km à vol d'oiseau, est de 11,2 °C et le cumul annuel moyen de précipitations est de 873,4 mm. 
La température maximale relevée sur cette station est de 39,6 °C, atteinte le 12 août 2003 ; la température minimale est de −21,6 °C, atteinte le 17 janvier 1985,,.
Les paramètres climatiques de la commune ont été estimés pour le milieu du siècle (2041-2070) selon différents scénarios d'émission de gaz à effet de serre à partir des nouvelles projections climatiques de référence DRIAS-2020. Ils sont consultables sur un site dédié publié par Météo-France en novembre 2022.

## Urbanisme

### Typologie
Au 1er janvier 2024, Chapaize est catégorisée commune rurale à habitat dispersé, selon la nouvelle grille communale de densité à sept niveaux définie par l'Insee en 2022.
Elle est située hors unité urbaine et hors attraction des villes,.

### Occupation des sols
L'occupation des sols de la commune, telle qu'elle ressort de la base de données européenne d’occupation biophysique des sols Corine Land Cover (CLC), est marquée par l'importance des territoires agricoles (50,1 % en 2018), une proportion sensiblement équivalente à celle de 1990 (50,4 %). La répartition détaillée en 2018 est la suivante : forêts (45,5 %), prairies (33 %), terres arables (12,9 %), zones agricoles hétérogènes (4,3 %), milieux à végétation arbustive et/ou herbacée (4,3 %). L'évolution de l’occupation des sols de la commune et de ses infrastructures peut être observée sur les différentes représentations cartographiques du territoire : la carte de Cassini (XVIIIe siècle), la carte d'état-major (1820-1866) et les cartes ou photos aériennes de l'IGN pour la période actuelle (1950 à aujourd'hui).

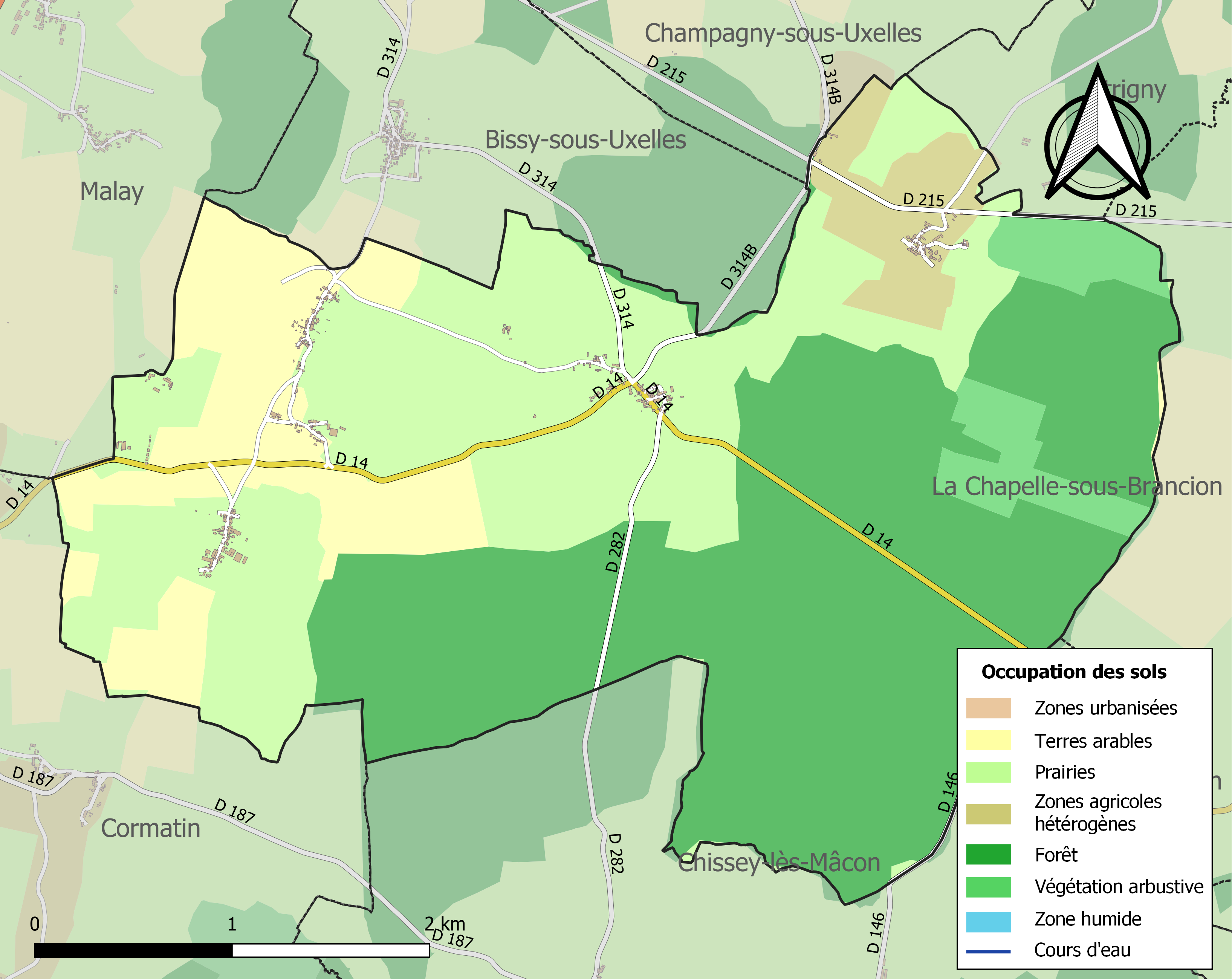
Carte des infrastructures et de l'occupation des sols de la commune en 2018 (CLC).

## Histoire
Milieu du XVIe siècle : les moines bénédictins de l'abbaye Saint-Pierre de Chalon-sur-Saône quittent le prieuré de Chapaize.
1603 : les abbés de l'abbaye Saint-Pierre de Chalon, qui ont loué la terre de Chapaize dès 1556, sont contraints de l'aliéner, celle-ci étant « la plus éloignée de Chalon, la plus ruinée et la moins profitable ». À la fin du siècle, devant les difficultés à se faire verser la rente annuelle qui leur est due, ils tenteront de réclamer la rétrocession de cette terre, mais sans succès.
En 1618, Chapaize fut inclus dans le marquisat d'Uxelles, érigé pour Jacques du Blé, lieutenant général en Bourgogne, et dont le château était à Cormatin.
1796 : la cure et ses dépendances sont vendues nationalement pour la somme de 3 985 francs. L'année suivante, la chapelle Saint-Léger (ancienne église paroissiale, disparue au début du XIXe siècle) et six parcelles de terrain furent également vendues nationalement, pour la somme de 2 350 francs.
1801 : dans la foulée du Concordat, les paroisses de Bissy et de Lancharre sont rattachées à celle de Chapaize ; la cure est rachetée par la commune, moyennant 9 200 francs.

## Politique et administration
| Période                                  | Période      | Identité            | Étiquette | Qualité |
| ---------------------------------------- | ------------ | ------------------- | --------- | ------- |
| 1986                                     | janvier 2011 | Michel Robin        |           |         |
| janvier 2011                             | en cours     | Jean-Michel Cognard |           |         |
| Les données manquantes sont à compléter. |              |                     |           |         |

## Démographie

Les vignobles du Mâconnais.

L'évolution du nombre d'habitants est connue à travers les recensements de la population effectués dans la commune depuis 1793. Pour les communes de moins de 10 000 habitants, une enquête de recensement portant sur toute la population est réalisée tous les cinq ans, les populations de référence des années intermédiaires étant quant à elles estimées par interpolation ou extrapolation. Pour la commune, le premier recensement exhaustif entrant dans le cadre du nouveau dispositif a été réalisé en 2004.

En 2022, la commune comptait 166 habitants, en évolution de +9,21 % par rapport à 2016 (Saône-et-Loire : −1,06 %, France hors Mayotte : +2,11 %).
| 1793 | 1800 | 1806 | 1821 | 1831 | 1836 | 1841 | 1846 | 1851 |
| ---- | ---- | ---- | ---- | ---- | ---- | ---- | ---- | ---- |
| 492  | 488  | 564  | 577  | 761  | 779  | 764  | 769  | 784  |

| 1856 | 1861 | 1866 | 1872 | 1876 | 1881 | 1886 | 1891 | 1896 |
| ---- | ---- | ---- | ---- | ---- | ---- | ---- | ---- | ---- |
| 748  | 725  | 695  | 678  | 645  | 598  | 552  | 501  | 485  |

| 1901 | 1906 | 1911 | 1921 | 1926 | 1931 | 1936 | 1946 | 1954 |
| ---- | ---- | ---- | ---- | ---- | ---- | ---- | ---- | ---- |
| 444  | 402  | 368  | 313  | 325  | 312  | 284  | 259  | 238  |

| 1962 | 1968 | 1975 | 1982 | 1990 | 1999 | 2004 | 2006 | 2009 |
| ---- | ---- | ---- | ---- | ---- | ---- | ---- | ---- | ---- |
| 215  | 182  | 134  | 134  | 153  | 159  | 161  | 157  | 131  |

| 2014 | 2019 | 2022 | - | - | - | - | - | - |
| ---- | ---- | ---- | - | - | - | - | - | - |
| 148  | 165  | 166  | - | - | - | - | - | - |

## Culture locale et patrimoine

### Littérature
L'église Saint-Martin de Chapaize, édifice consacré relevant de la paroisse Saint-Augustin en Nord-Clunisois (Ameugny), citée comme point de passage sur le chemin initiatique vers Compostelle dans le livre Les étoiles de Compostelle par Henri Vincenot.

### Lieux et monuments
Sont à voir à Chapaize :
- le château d'Uxelles ;
- l'église Saint-Martin de Chapaize, unique vestige d’un prieuré de bénédictins fondé au Xe siècle qui dépendait de l’abbaye Saint-Pierre (Chalon-sur-Saône) ;
- le vieux cimetière entourant l'église, agrémenté par quatre beaux sycomores anciens et dont la clôture daterait du XVIIe siècle[21] ;
- l'église priorale (romane) Notre-Dame de Lancharre du XIIe siècle[22] ;
- la tuilerie de Chapaize[23] ;
- un lavoir[24] ;
- au hameau de Gemaugue : croix de pierre sur laquelle est fixée une plaque portant l'inscription : « Cette croix a été placée en 1853 par Thomas Auclair, Pierre Mazoyer et Anne Turion sa femme. »

### Personnalités liées à la commune
De 1751 à 1783, la paroisse eut pour curé Nicolas Genost de Laforest, prêtre connu pour ses chasses mémorables, mort au château de Lugny le 6 octobre 1783 après être tombé de cheval alors qu'il chassait en compagnie de Florent-Alexandre-Melchior de La Baume, comte de Montrevel, marquis de Saint-Martin et baron de Lugny. Ses chasses mémorables inspirèrent au marquis Théodore de Foudras une œuvre cynégétique publiée dans la première moitié du XIXe siècle et plusieurs fois rééditée.

### Héraldique
| Blason de Chapaize | Blason  | De gueules au chevron d'or accompagné en pointe d'un chêne de sable. |
| Blason de Chapaize | Détails | Le statut officiel du blason reste à déterminer.                     |

## Pour approfondir